# شهرزور
دشت شهرزور (به کردی: : شاره‌زوور / Şarezûr) یک شهر واقع در شمال سلیمانه و شرق هورامان، در کردستان عراق است. بیشتر شهرت این شهر به دلیل وجود جلگه‌هایی است، که در اطراف آن وجود دارد. در واقع شهر زور دشتی حاصل خیز است که رودخانه تندجار از آن می‌گذرد و به رودخانه دیاله و دجله می‌ریزد.
در شمال آن نیز سد دربندیخان وجود دارد که سبب شده این دشت دارای پوشش گیاهی مناسبی باشد.
از جمله مهم‌ترین استان و شهرهای این دشت می‌توان استان حلبچه، سید صادق، عُربت، خرمال و سیروان را نام برد.

## نام
کلمه شهرزور متشکل از دو کلمه قدیمی کردی: شه (شاه) و رزور (جنگل) است که این دو کلمه درکنار یکدیگر به معنی: (جنگل شاهانه) است.هرتسفلد بر اساس این واقعیت که نام این شهر در منابع باستانی با (س) نوشته می‌شود نه (ش) نام دشت سفید را برای آن پیشنهاد داده‌است.که خود با افسانه‌های اوستایی در ارتباط است. دشت شهرزور دارای وضعیت مهمی تا به امروز است. پیروان دین یارسان معتقدند خدا برای آخرین داوری در آنجا فرود می‌آید.یاقوت حموی، جغرافیدان قرن ۱۲میلادی بر اساس ریشه‌شناسی عامیانه، منشأ نام را از پسر ضحاک، که آن را مؤسس دشت شهرزور می‌داند تفسیر کرده‌است.

## کشاورزی
یکی از محصولات کشاورزی این شهر انار می‌باشد. سالانه حدود ۲۵ تا ۳۰ هزار تن انار در دشت شهرزور برداشت می‌شود که خود باعث ایجاد شدن فرصت‌های کاری برای کشاورزان شده. این انارها بیشتر به کشورهای اروپایی صادر می‌شود و همچنین برای فستیوال انار و پاییز حلبچه آماده می‌شود.
گندم و جو از دیگر محصولات زراعی در دشت شهرزور می‌باشند. در سال‌های اخیر به دلیل کم‌بارانی و خشکسالی میزان بهره‌وری زمین‌ها کاهش یافته بود اما با زیاد شدن میزان بارندگی، میزان بازده آنها نیز افزایش یافت. به طوری که اگر قسمتی در خشکسالی حدود ۱۰ تن گندم یا جو داشت، بعد از خشکسالی حدود ۱۵ تا ۲۰ تن بهره دارد.

## تاریخ

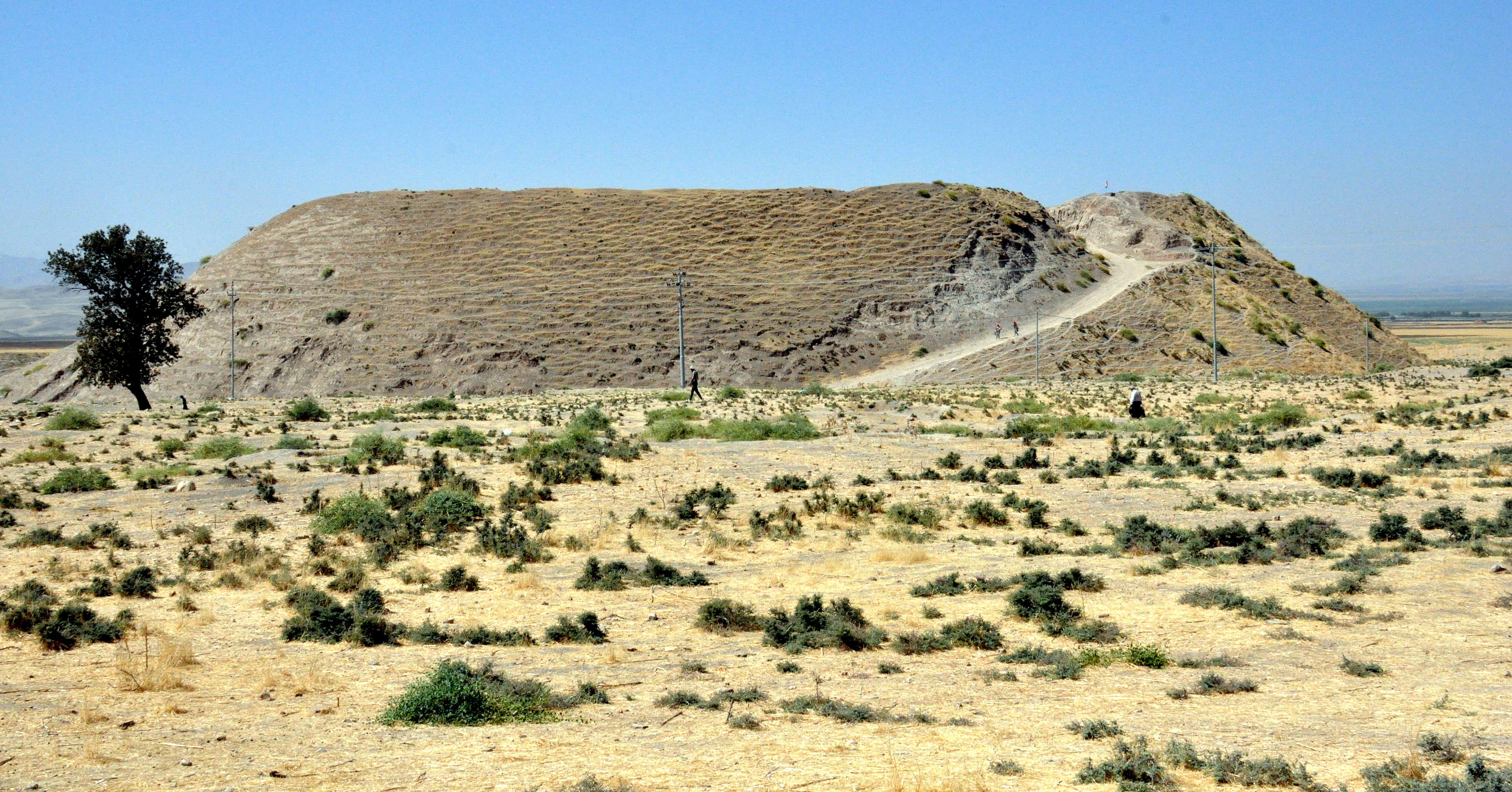
تپه باستانی به کر آوا، سپتامبر ۱۸, ۲۰۱۴

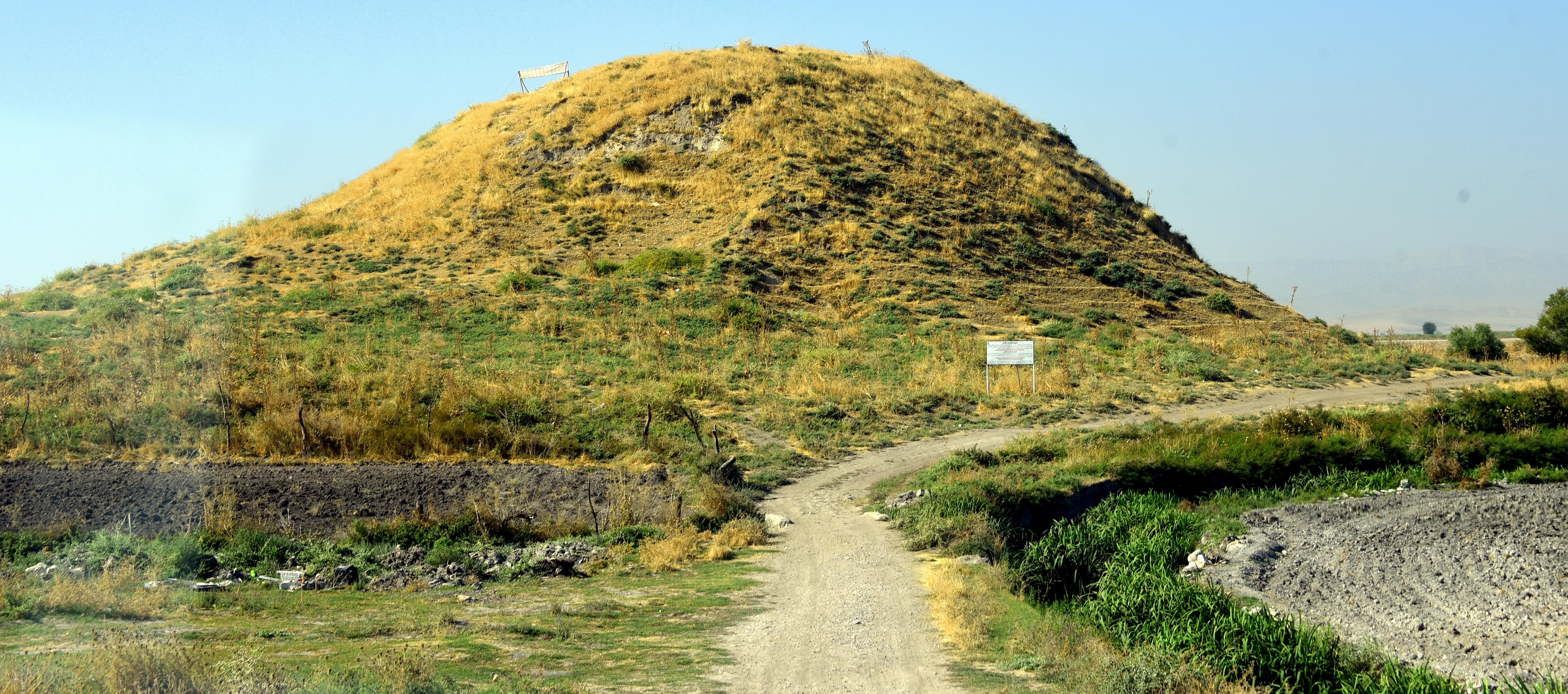
تپه باستانی قه لا رشGird-î Qalrakh, سپتامبر ۱۱, ۲۰۱۶

تحقیقات گسترده باستان‌شناسی به ویژه از سال ۲۰۰۹ در منطقه‌هایی مانند:تپه باستانی به‌کر آوا، بگم، قه‌لا رش و بیستان سور (که خود جزو آثار باستانی یونسکو می‌باشد) نشان می‌دهد که دشت شهرزور در ماقبل تاریخ نیز در آن سکونت وجود داشته.
بیلبریک بیان می‌کند که شهرزور در دوران آشوری بخشی از زآموا بود و در زمان حکومت آشور ناصیر پال دوم، لولوبیان در آن سکونت داشتند. اعراب شهرزور را با افسانه‌های کتاب مقدس مرتبط با شاول و داوود می‌دانند که خود نشان می‌دهد در این سرزمین یهودی زندگی می‌کرده‌است.
در اسناد دورهٔ ساسانی نام شهرزور ذکر شده‌است. در قرن چهارم میلادی تعدادی از مردم شهرزور که به دین مسیح درآمده بودند، توسط شاه ساسانی کشته شدند.
شهرزور و پادشاه آن یزدان کرد در کارنامه اردشیر بابکان، اردشیر اول ذکر شده. همچنین در کتیبه نرسه در کنار گرمیان، یکی از پنج ساتراپ مادها در دوران ایران باستان بود.
هراکلیوس (Heraclius) امپراتوری روم در دومین ماه از سال ۶۲۸ میلادی در شهر زور سکونت داشته‌است. در سال ۶۴۲ میلادی، جنگ ساسانیان و سپاه اسلام به دشت شهرزور می‌رسد.
حکومت شهرزور، در سده یازدهم تا شانزدهم تحت تسلط میرنشین اردلان بوده و مکان‌های تاریخی این حکومت در (یاسین تپه) به جای مانده‌است. همچنین اولین پایتخت آنها نیز بود. پس از آن به دست حکومت بابان افتاد.در قرون وسطی و جنگ‌های صلیبی، این سرزمین به سرزمین سلسله‌های حسنویان، بنی عیاران و ایوبیان پیوست شد که خود منشأ کردی داشتند. همچنین در دوران ایوبیان این منطقه به همراه شهر هه ولیر به مظفرالدین گوکبوری، فرمانده ارتش ایوبیان واگذاری شد.یاقوت حموی منطقه شهرزور را بین همدان و هه ولیر (اربیل) شامل شهرها، روستاها و قصبه‌ها توصیف می‌کند. او ساکنان منطقه را کاملاً کرد معرفی می‌کند که از خود در برابر سلطان عثمانی دفاع می‌کردند.